# Santa Apolonia (Venezuela)
Santa Apolonia é uma cidade venezuelana, capital do município de La Ceiba.